# Bosse Häggström
Bo Torsten (Bosse) Häggström, född 30 oktober 1946 i Umeå stadsförsamling i Västerbottens län, död 12 april 2022 i Sankt Matteus distrikt i Stockholm, var en svensk musiker (främst basist) och kompositör. 
Han var verksam med grupper och artister som Ted & Teddybears, Little Johhny & his red dynamites, Les Apaches, Lea Riders Group, Made in Sweden, Marsfolket, Solarplexus, Wasa Express och Juan Carlos Baretto. 
Häggström var bror till Chris Platin och morbror till Pontus Platin. Han var fram till 1989 gift med Eeva Liisa Reijonen (född 1946).